# Eudromia elegans
Eudromia elegans là một loài chim trong họ Tinamidae.

## Hình ảnh

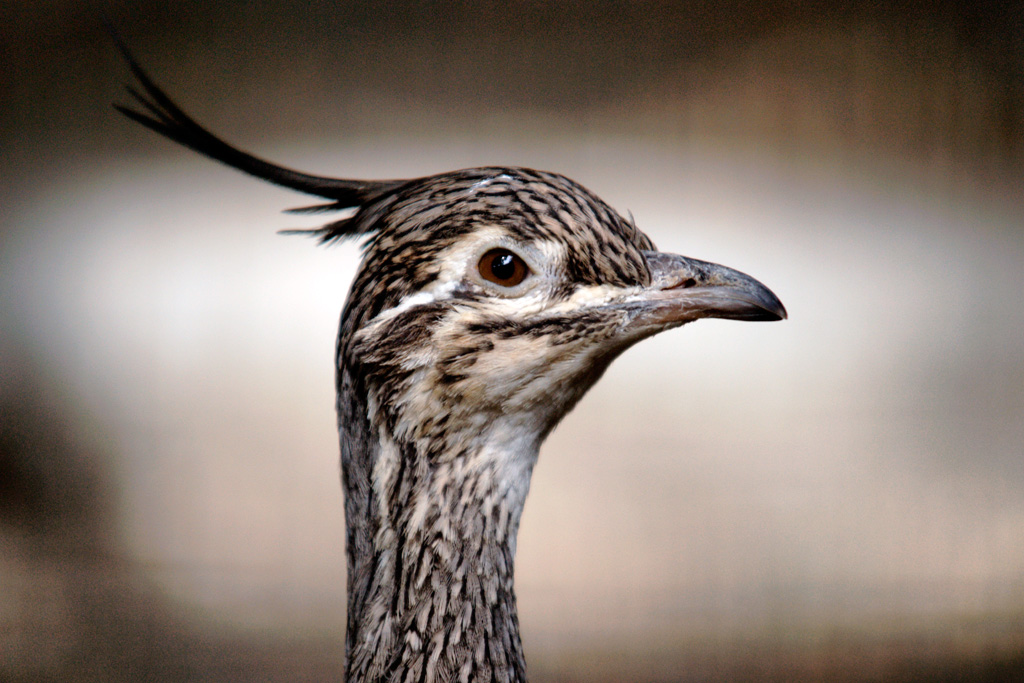
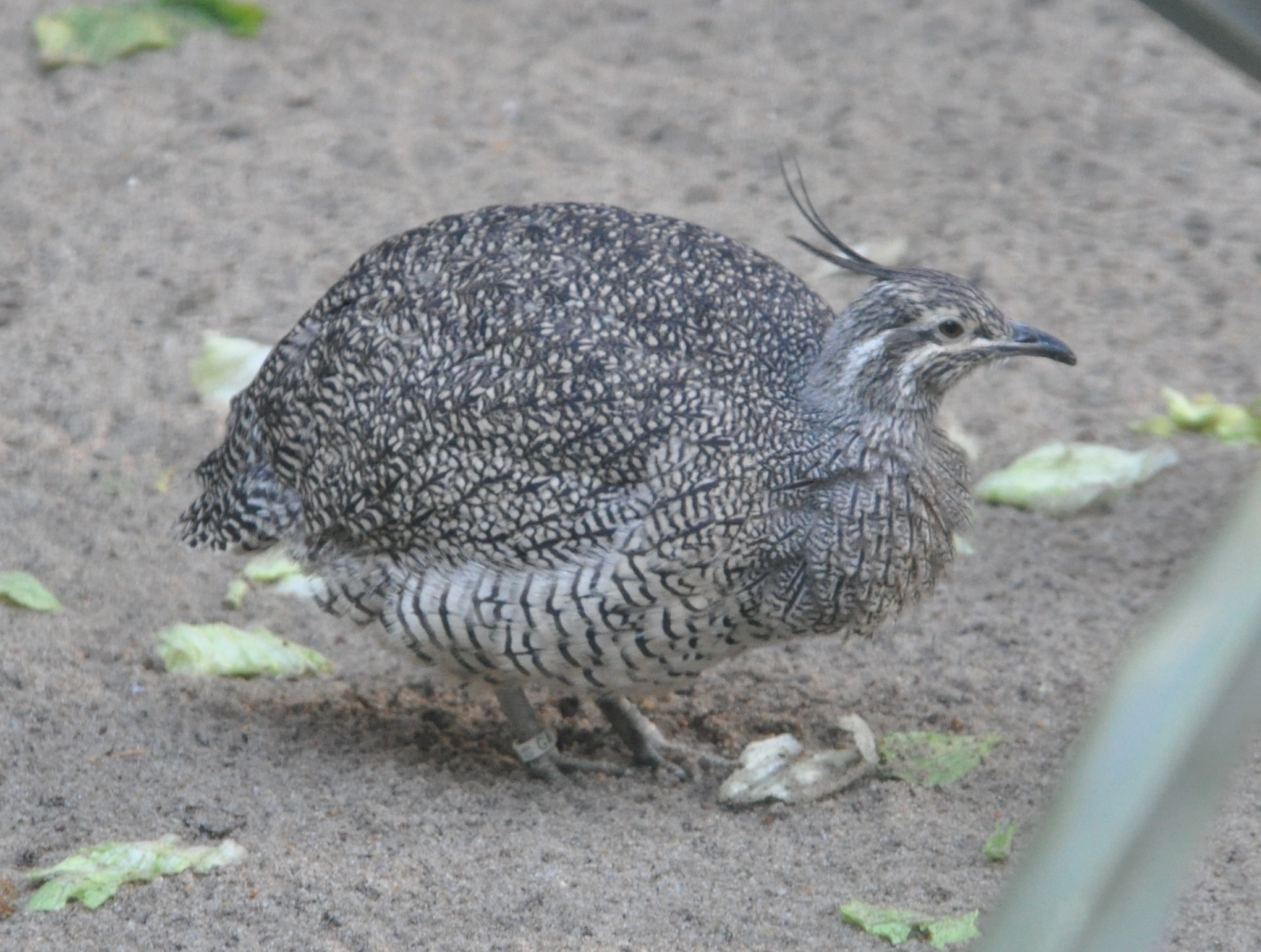
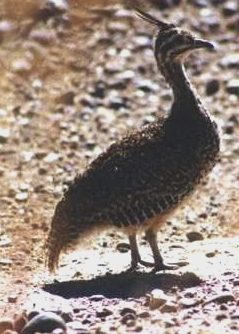
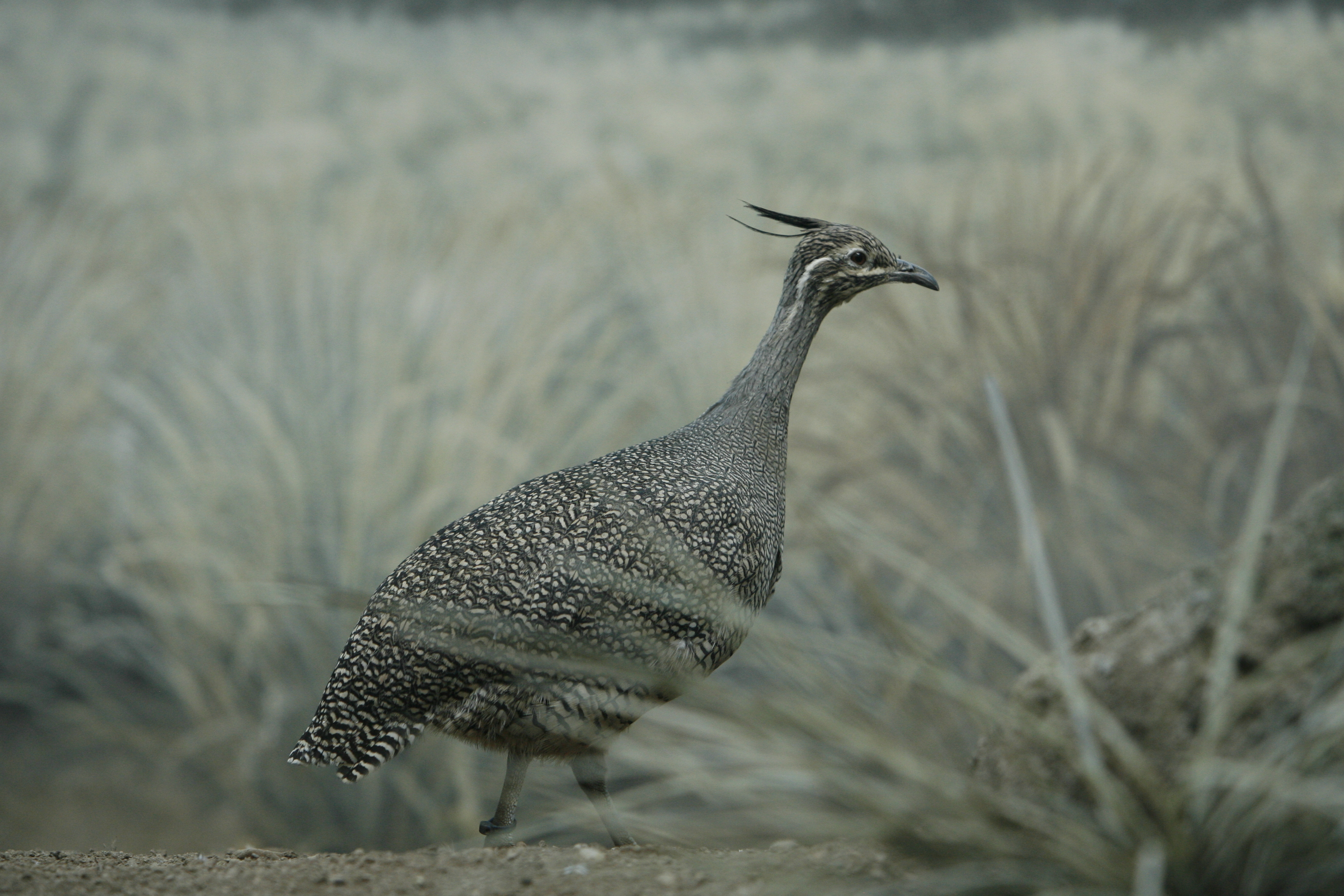
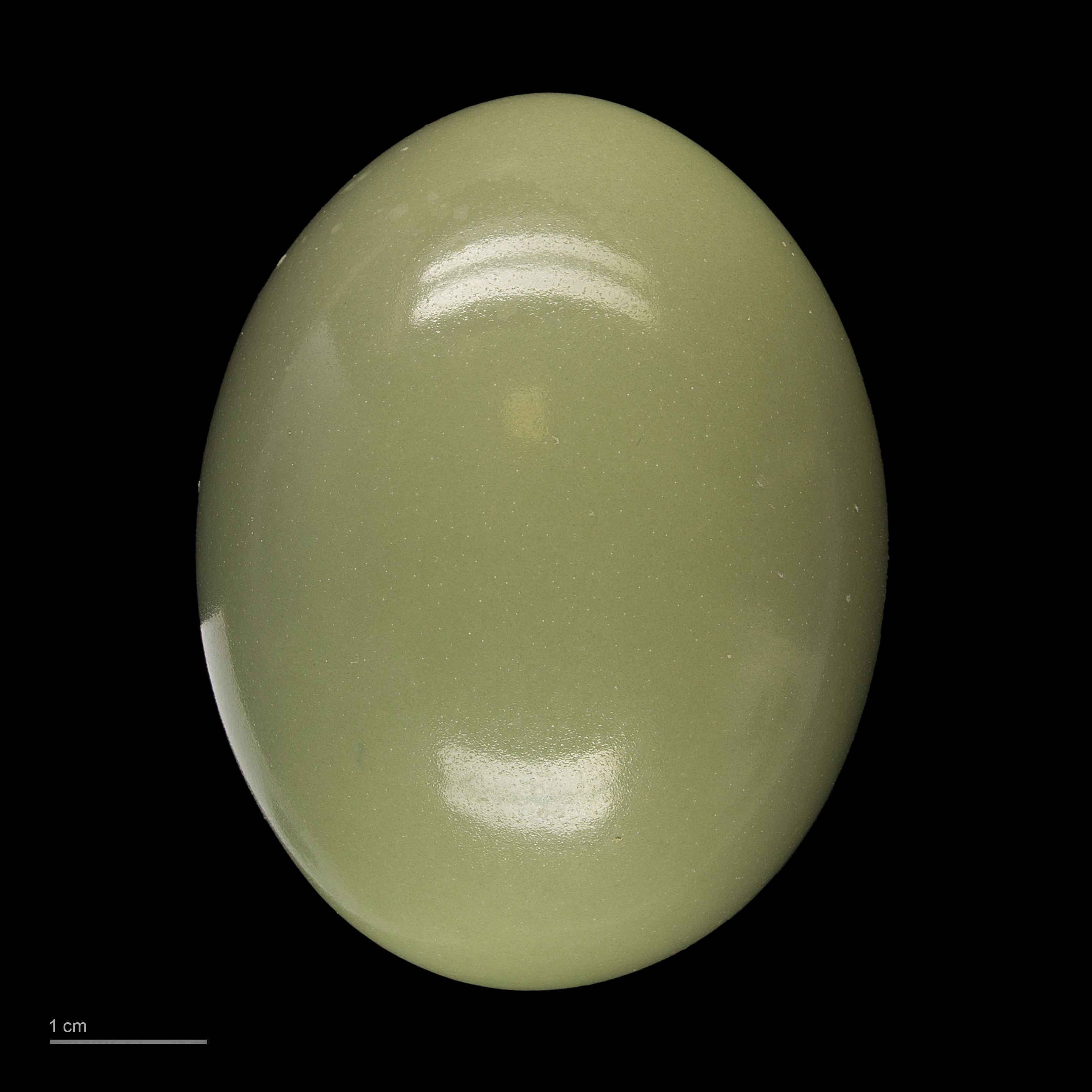
Eudromia elegans